# Spoorlijn Düren - Euskirchen
De spoorlijn Düren - Euskirchen (Duits: Bahnstrecke Düren - Euskirchen of ook wel Bördebahn) is een spoorlijn tussen de steden Düren en Euskirchen in de Duitse deelstaat Noordrijn-Westfalen. De spoorlijn is als lijn 2585 onder beheer van DB Netze.

## Geschiedenis
De spoorlijn werd door het Rheinischen Eisenbahn-Gesellschaft geopend op 6 oktober 1864. In 1960 werd de spoorlijn tussen de aansluiting Elsig en Ingridhütte gedeeltelijk over de voormalige verbindingsboog naar de aansluiting Euenheim verlegd.
In 1983 werd het personenverkeer opgeheven tussen Düren en Euskirchen, in 1988 het goederenverkeer tussen Düren en Zülpich. Sinds 2007 is de lijn weer in gebruik voor goederenvervoer.
Vanaf 2011 volgden bij wijze van proef af en toe weekendritten en ritten met toeristische treinen, o.a. voor de Landesgartenschau  van de deelstaat Noordrijn-Westfalen te Zülpich in 2014. Men kwam tot de conclusie, dat reizigersvervoer over deze lijn weer rendabel kon zijn, o.a. voor streekbewoners, die dan voor hun treinreis niet meer via Köln Hauptbahnhof hoefden om te rijden. In 2017 werd een dienst van 1 x per twee uur, alleen 's middags ingevoerd. Intussen werden wissels, stations, overwegen e.d. opgeknapt. Eind 2019 had men de lijn willen heropenen; door technische problemen met het moderniseren van infrastructuur werd dit uiteindelijk december 2020. Als met name te Zülpich en Euskirchen extra infrastructurele werken zijn voltooid , zal er, volgens planning, eind 2022 of 2023 ieder uur een trein op deze lijn gaan rijden.
De spoorhalte te Bubenheim is in december 2019 verwijderd en vervangen door een halte te Rommelsheim op km-punt 7,0.

## Op deze lijn rijdende treinen voor reizigersvervoer
| Serie | Treinsoort                | Route                        | Bijzonderheden                                                   |
| ----- | ------------------------- | ---------------------------- | ---------------------------------------------------------------- |
| RB 28 | Regionalbahn (Rurtalbahn) | Düren – Zülpich – Euskirchen | Eifel-Börde-Bahn 1x per drie uur in het weekend en op feestdagen |

In werkelijkheid rijden de treinen van maandag t/m vrijdag sedert dec. 2020 eens per twee uur.

## Aansluitingen
In de volgende plaatsen is of was er een aansluiting op de volgende spoorlijnen:
Düren
DB 2580, spoorlijn tussen Düren en Neuss
DB 2600, spoorlijn tussen Köln en Aachen
DB 9304, spoorlijn tussen Jülich en Düren
DB 9306, spoorlijn tussen Düren en Heimbach
lijn tussen Düren en Embken
Zülpich
DB 9618, spoorlijn tussen Zülpich en Geich Industriezone
aansluiting Elsig
DB 45, spoorlijn tussen de aansluiting Elsig en de aansluiting Euenheim
Euskirchen
DB 2631, spoorlijn tussen Hürth-Kalscheuren en Ehrang
DB 2634, spoorlijn tussen Euskirchen en Bad Münstereifel
DB 2645, spoorlijn tussen Bonn en Euskirchen

## Galerij

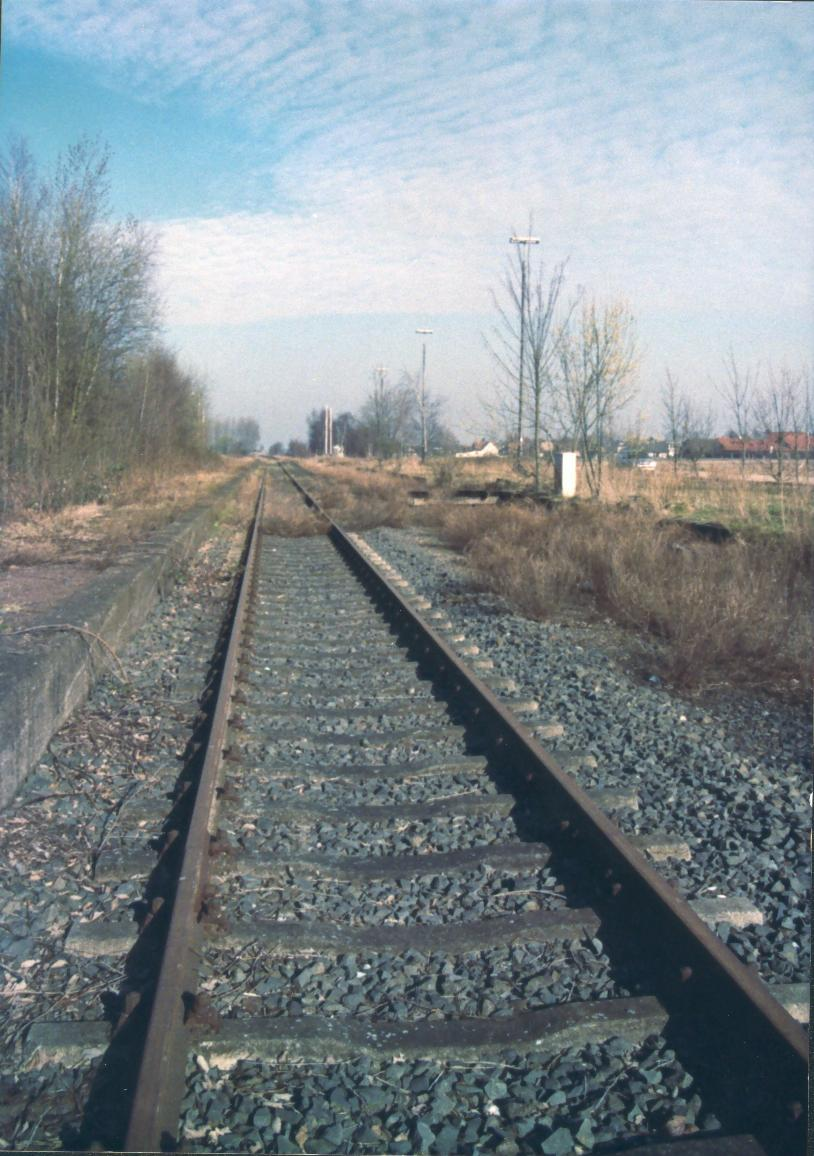
De lijn bij station Bubenheim
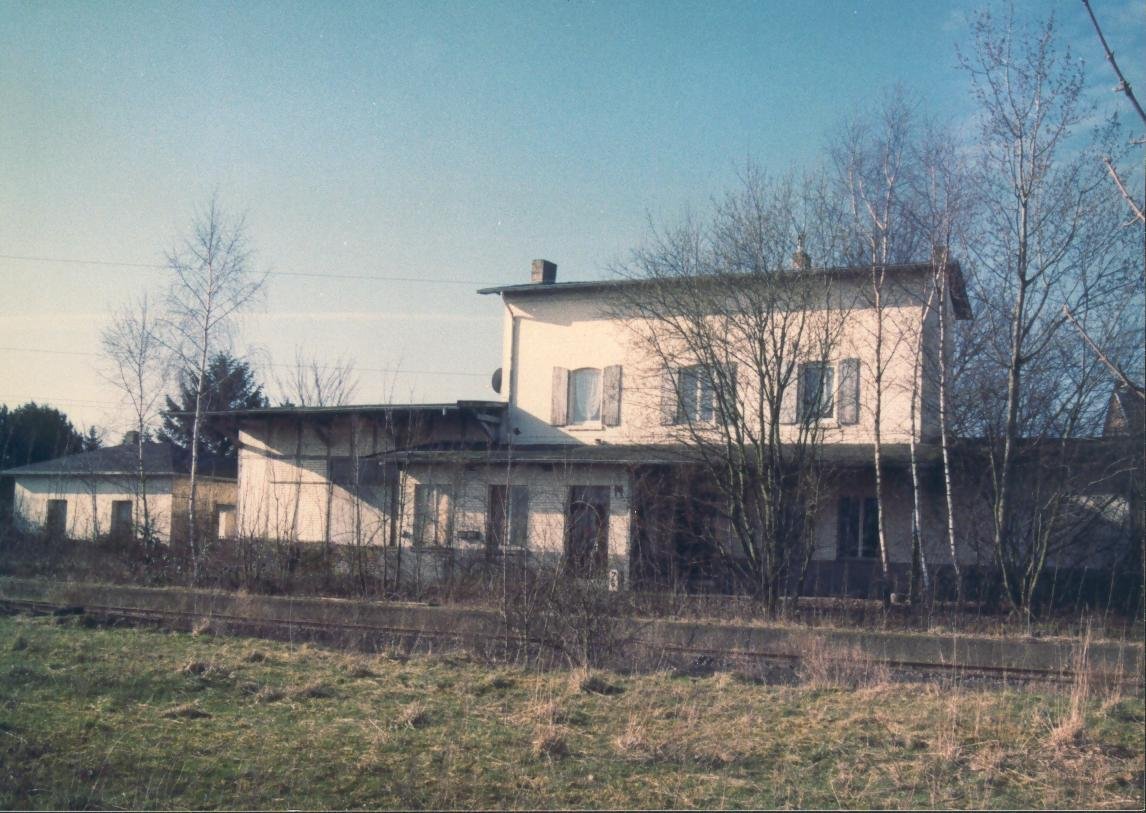
Voormalig station Bubenheim
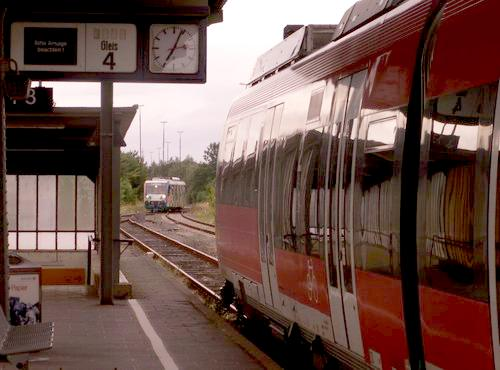
De lijn bij station Euskirchen